# ستيلا موريس

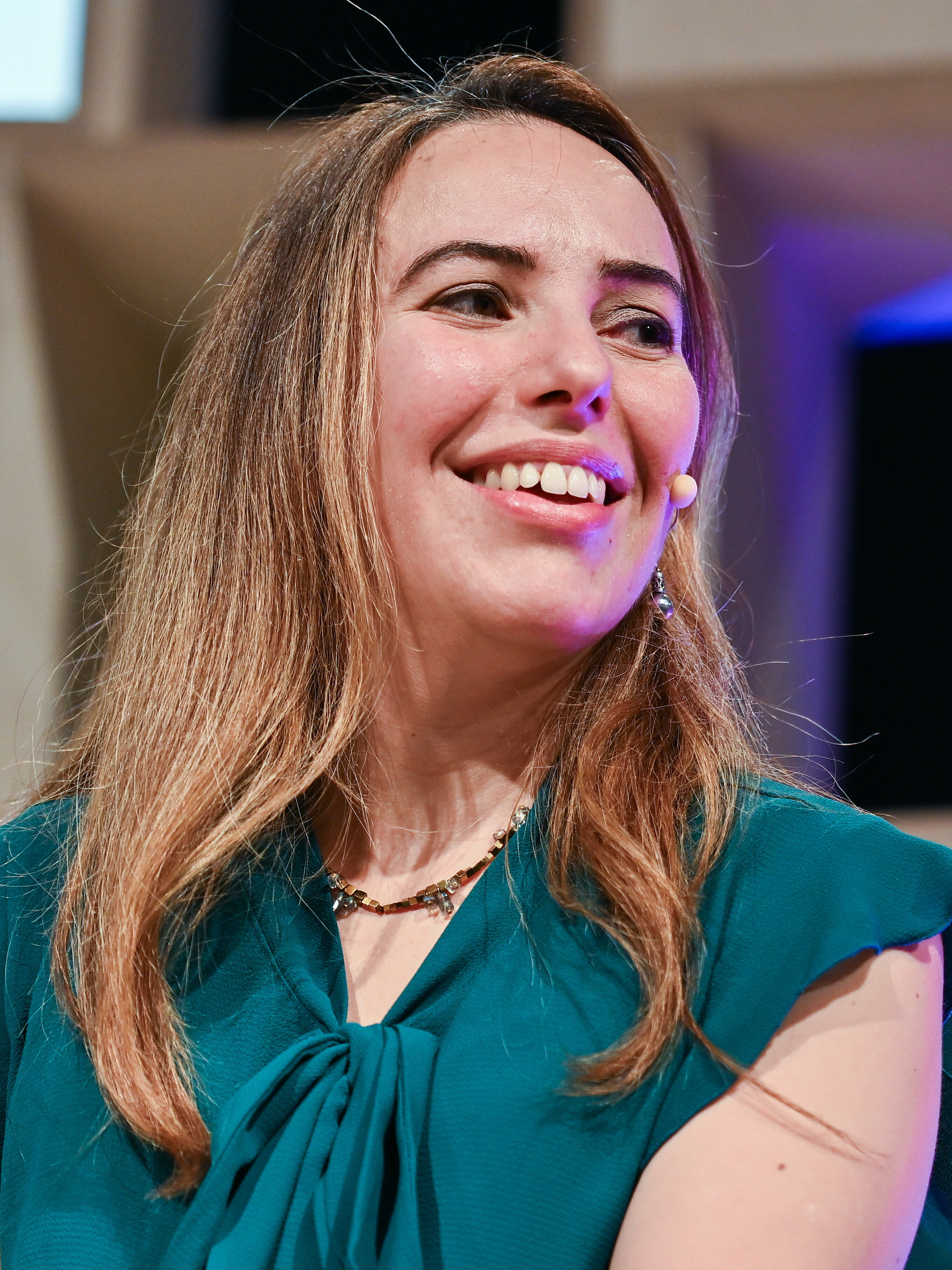
ستيلا أسانج، المحامية والمدافعة عن حقوق الإنسان، على منصة الأسئلة والأجوبة خلال اليوم الثالث من قمة الويب 2023 في ألتيس أرينا في لشبونة - 2023

ستيلا موريس أو ستيلا أسانج (اسمها قبل الزواج: سارة غونزاليس ديفانت؛ من مواليد 20 نوفمبر 1983) هي محامية سويدية-إسبانية. طوال مسيرتها المهنية، كانت مدافعة دولية عن حقوق الإنسان، وكان أبرزها في قضية زوجها جوليان أسانج. غيّرت اسمها أولًا إلى ستيلا موريس عام 2012، ثم إلى ستيلا موريس سميث روبرتسون.